# Grębanin
Grębanin (deutsch Grembanin) ist eine Ortschaft mit einem Schulzenamt der Landgemeinde Baranów im Powiat Kępiński der Woiwodschaft Großpolen in Polen.

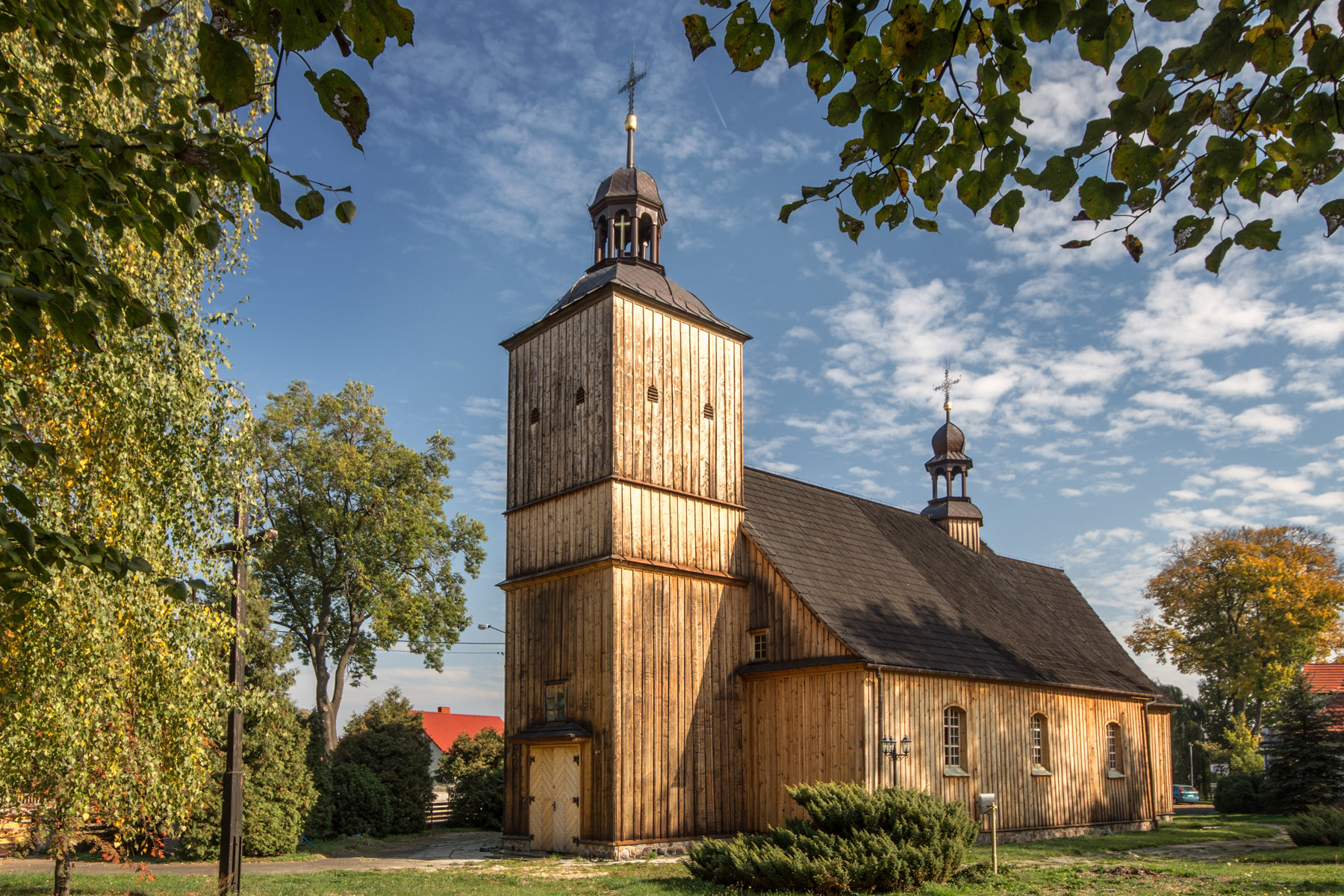
Holzkirche

## Geschichte
Anfänglich gehörte das Gebiet um Ostrzeszów und Kępno politisch zu Schlesien, wurde aber am wahrscheinlichsten um das Jahr 1146 Teil Großpolens. Aus dieser Zeit rührte die bis 1821 bestehende Zugehörigkeit zum Bistum Breslau.
Der Ort wurde im Jahr 1250 als Krobanino erstmals urkundlich erwähnt, als er vom Kloster in Staniątki an das Zisterzienserinnenkloster Ołobok transferiert wurde. Der Ort wurde dann um 1305 im Liber fundationis episcopatus Vratislaviensis (Zehntregister des Bistums Breslau) als Grambanino aufgelistet. Der ursprüngliche Ortsname ist wahrscheinlich vom Personennamen Kroba, später *Greban oder Gręba (vergleiche Appellativ gręba: u. a. Hügel) mit dem Suffix -(an)in(o) abgeleitet.
1381 gehörte der Ort zum Herzogtum Wieluń. 1401 wurde das Gebiet von Ostrzeszów vom polnischen König dauerhaft an das Weluner Land angeschlossen. Ungefähr ab dem Jahr 1420 gehörte es der Woiwodschaft Sieradz.
Im Zuge der Zweiten Polnischen Teilung kam der Ort 1793 an Preußen. Nach dem Ende des Ersten Weltkriegs kam Grębanin zur polnischen Woiwodschaft Posen.
Beim Überfall auf Polen 1939 wurde das Gebiet von den Deutschen besetzt und dem Landkreis Kempen im Reichsgau Wartheland zugeordnet.  Der Ort wurde in Grabenau umbenannt, was wiederum 1943 in Gremben geändert wurde.
Von 1975 bis 1998 gehörte Grębanin zur Woiwodschaft Kalisz.

## Sehenswürdigkeiten
- Holzkirche aus dem 17. Jahrhundert
- Schloss